# Kreis Liudvinavas
Kreis Liudvinavas (litauisch Liudvinavo apylinkė) war eine Verwaltungseinheit bis 1995 in der südwestlichen Region Suvalkija um das heutige Städtchen Liudvinavas im Amtsbezirk Liudvinavas der Gemeinde Marijampolė, Bezirk Marijampolė, Litauen.

## Geschichte
1949 gehörte der Kreis Liudvinavas der Wolost Liudvinavas (Bezirk Kalvarija), ab 1950 dem Rajon Marijampolė. 1954 kam dazu der Kreis Pasudonė, Kreis Ąžuolyno, Kreis Kūlokai, Kreis Želsva, ein Teil von Kreis Šilavotas, ein Teil von Kreis Kumelionys und ein Teil von Gulbiniškiai sowie 1963 ein Teil von Kreis Netičkampis.
1972 gab es hier das Kolchos Želsvelė, das zum zweiten Kolches in Sowjetitauen gehörte. 1979 gab es 5930 Einwohner, ein Städtchen,  63 Dörfer, 6 Chutor, 3 Teile von Dörfern.